# Lynn Jenkins
Lynn Haag Jenkins, née le 10 juin 1963 à Holton (Kansas), est une femme politique américaine, élue républicaine du Kansas à la Chambre des représentants des États-Unis de 2009 à 2019.

## Biographie
Après des études à l'université d'État du Kansas et à l'université d'État de Weber, Lynn Jenkins devient comptable.
Elle entre à la Chambre des représentants du Kansas en 1999 et au Sénat du Kansas deux ans plus tard. En 2003, elle devient la trésorière de l’État.
Lors des élections de 2008, elle est candidate à la Chambre des représentants des États-Unis dans le 2e district du Kansas, qui s'étend dans l'est de l’État autour de Topeka. Républicaine considérée comme modérée, elle remporte la primaire républicaine face à l'ancien représentant conservateur Jim Ryun (51 % des voix contre 49 %),. Lors de l'élection générale, elle affronte la démocrate sortante Nancy Boyda, élue face à Ryun en 2006. Dans un district conservateur, Boyda est considérée comme en danger,. Jenkins est élue avec 50,6 % des suffrages contre 46,2 % pour Boyda.
Elle est réélue avec 63,1 % des voix en 2010 puis avec 57 % des suffrages en 2012 et 2014. Elle remporte un cinquième mandat en novembre 2016 et annonce quelques mois plus tard qu'il s'agira de son dernier mandat.

### Vie privée
Elle épouse Scott Jenkins le 25 juin 1983. Ils ont ensemble deux enfants. Quelques jours après son élection en 2008, son mari dépose une demande de divorce.